# 10955 Harig
10955 Harig eller 5011 P-L är en asteroid i huvudbältet som upptäcktes den 22 oktober 1960 av den nederländsk-amerikanske astronomen Tom Gehrels och det nederländska astronomparet Ingrid van Houten-Groeneveld och Cornelis Johannes van Houten vid Palomarobservatoriet. Den är uppkallad efter den tyske författaren Ludwig Harig.
Asteroiden har en diameter på ungefär 6 kilometer. Den tillhör och har givit namn åt asteroidgruppen Harig.